# Irena Dobravc Tatalovič
Irena Dobravc Tatalović, slovenska pravnica in političarka, * 1959
Med 4. februarjem in 22. aprilom 1999 je bila državni sekretar Republike Slovenije na Ministrstvu za gospodarske dejavnosti Republike Slovenije.
Bila je zagovornica Dušana Črnigoja, obtoženca v aferi Čista lopata.